# Tanaro
Tanaro (łac. Tanarus) – rzeka w północno-zachodnich Włoszech o długości 276 km. Wypływa z Alp Liguryjskich, nieopodal granicy z Francją. Jest największym prawym dopływem Padu, zarówno pod względem długości, powierzchni dorzecza jak i średniego przepływu.